# 佐々木邦佳
佐々木 邦佳（ささき くによし、1948年（昭和23年）2月18日 - ）は、日本のジャーナリスト、実業家。日本経済新聞社神戸支社長、BSジャパン専務取締役、TVhテレビ北海道社長などを務めた。群馬県出身。

## 経歴・人物
- 1971年3月 高崎経済大学経済学部卒業後[3] 、日本経済新聞社入社[3]
- 1997年9月 東京本社編集局経済解説部長
- 1999年3月 出版局次長
- 2001年9月 神戸支社長/営業推進本部長
- 2004年6月 BSジャパン取締役
- 2005年6月 BSジャパン常務(総務・技術本部長)
- 2007年6月 BSジャパン専務取締役[4]
- 2009年6月 テレビ北海道代表取締役社長就任
- 2013年6月 テレビ北海道代表取締役会長[5]
- 2014年7月 日本経済新聞社顧問[6]